# Dicle Babat
Dicle Nur Babat (Kırklareli, 15 settembre 1992) è una pallavolista turca, centrale del Fenerbahçe.

## Carriera

### Club
La carriera di Dicle Babat inizia nel settore giovanile dell'Eczacıbaşı, dove gioca per tre annate, prima di andare a giocare nel settore giovanile del VakıfBank GS, giocandovi quattro campionati consecutivi. Nella stagione 2011-12 fa il suo esordio da professionista, debuttando in Voleybol 1. Ligi col Nilüfer, mentre nella stagione successiva viene ingaggiata dal Beşiktaş, dove gioca per un biennio.
Nella stagione 2014-15 viene ingaggiata dal Fenerbahçe a cui resta legata per otto annate, vincendo due Coppe di Turchia, due scudetti e la Supercoppa turca 2015, oltre a ricevere un premio come rising star, mentre nella stagione 2022-23 si accasa al Türk Hava Yolları, sempre nella massima divisione turca.
Dopo un biennio in bianco-rosso, nel campionato 2024-25 fa ritorno al Fenerbahçe, con cui vince la Supercoppa turca.

### Nazionale
Nel 2013 debutta nella nazionale turca in occasione della European League e in seguito si aggiudica la medaglia d'oro ai I Giochi europei.

## Palmarès

### Club
- Campionato turco: 2

2014-15, 2016-17
- Coppa di Turchia: 2

2014-15, 2016-17
- Supercoppa turca: 2

2015, 2024

### Nazionale (competizioni minori)
- Montreux Volley Masters 2015
- Giochi europei 2015

### Premi individuali
- 2017 - Sultanlar Ligi: Rising star